# Большаково-Новое
Большако́во-Но́вое (нем. Кройцинен) — железнодорожная станция в посёлке Большаково (Калининградская область), на железнодорожной линии Калининград — Советск (линия была открыта 1 октября 1891 года). Вокзальное здание станции сохранилось с немецких времён. Отнесена к 5 классу по объёмам движения.
До войны Большаково было центром обширной сети узкоколейных железных дорог, тогда станция служила перевалочным пунктом между железными дорогами стандартной и узкой колеи. Часть узкоколеек до сих пор можно увидеть на улицах посёлка Большаково.
По состоянию на июнь 2016 производилась разборка стрелок в северо-восточной горловине станции.
Из обширного путевого развития (в том числе, грузового двора для перевалки грузов из вагонов узкой колеи в вагоны широкой и наоборот) сейчас сохранились только 1 пути (станция де-факто стала разъездом, оставаясь станцией де-юре).
Через станцию курсирует 1 пара пригородных дизель-поездов сообщением Калининград — Советск 7 раз в неделю в направлении Калининграда, 6 раз в направлении Советска.